# Esteil
Esteil település Franciaországban, Puy-de-Dôme megyében. Lakosainak száma 55 fő (2022. január 1.). Esteil Auzat-la-Combelle, La Chapelle-sur-Usson, Jumeaux, Lamontgie és Saint-Jean-Saint-Gervais községekkel határos.

## Népesség
A település népességének változása:
| Lakosok száma | 65   | 64   | 63   | 61   | 59   | 57   | 56   | 55   |
|               | 2013 | 2015 | 2017 | 2018 | 2019 | 2020 | 2021 | 2022 |